# Électorat de Saxe
1356–1806
Entités précédentes :
- Duché de Saxe-Wittemberg

Entités suivantes :
- Royaume de Saxe

L'électorat de Saxe (en allemand : Kurfürstentum Sachsen) était un État du Saint-Empire romain germanique qui joua un rôle majeur dans l'Histoire de l'Allemagne. Il est né du duché de Saxe-Wittemberg en 1356, lorsque la Bulle d’or, promulguée par l’empereur Charles IV, confirma les ducs de la maison d'Ascanie au statut de princes-électeurs — faisant de cette maison l'une des sept principautés investies d'une fonction élective au trône impérial.
En 1423, après l'extinction de la branche ascanienne de Saxe-Wittemberg, le margrave Frédéric IV de Misnie, issu de la maison de Wettin, obtient la souveraineté sur l'électorat. Sous le règne des Wettin, la dignité électorale s'étend également sur les territoires de Misnie et de Thuringe. Toutefois, en 1485, l'accord de Leipzig crée la séparation entre les branches ernestine et albertine, et la partition des territoires saxons, qui affaiblit clairement la position de l'électorat, notamment en tant que leader du protestantisme rivalisant avec les margraves de Brandebourg. Après la guerre de Smalkalde et la capitulation de Wittemberg (1547), la dignité électorale passa définitivement au duc Maurice de Saxe et à ses descendants de la branche albertine ; il ne restait à la branche ernestine que le duché de Saxe.
L'électorat disparaît lors de la dissolution du Saint-Empire en 1806 ; le dernier électeur, Frédéric-Auguste III, allié à Napoléon Ier, devient roi de Saxe.

## Géographie

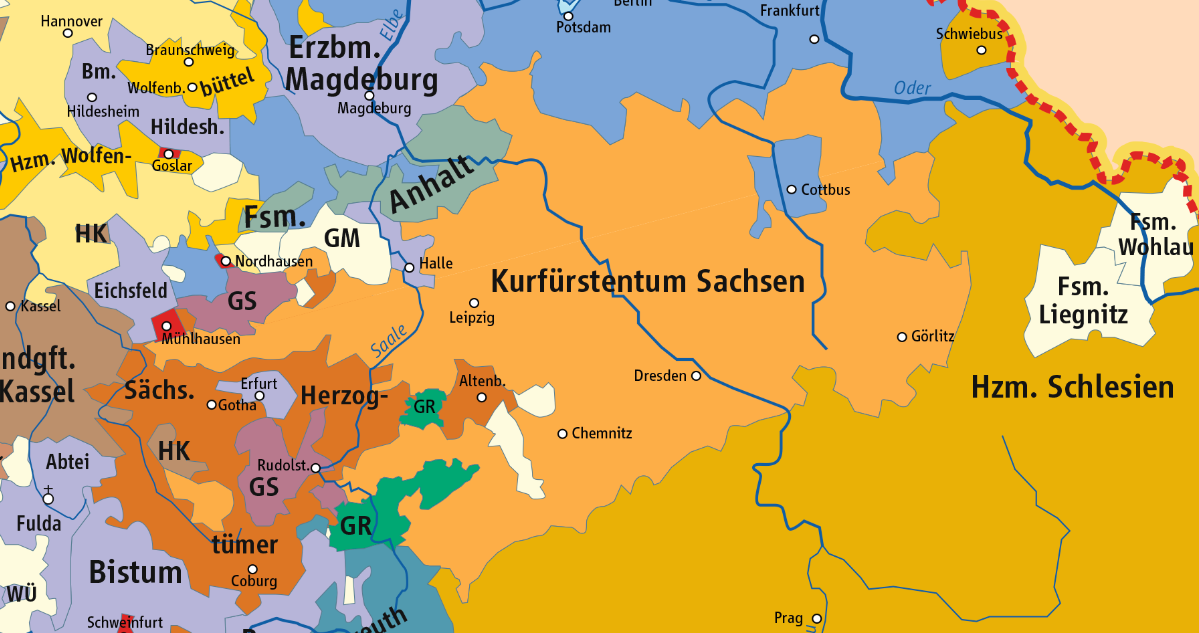
L'électorat de Saxe (en orange) et les États limitrophes, vers 1648.

Les domaines de électeurs de Saxe s'étendaient sur de grandes parties de l'Allemagne centrale actuelle (l'État libre de Saxe ainsi que les zones adjacentes de Saxe-Anhalt et de Thuringe) le long du fleuve Elbe. Ses frontières ne sont pas définies par des limites naturelles et sont constamment soumises à des changements. L'ancien duché de Saxe-Wittemberg, constituant le cœur historique de l'électorat, ne comprend qu'une zone relativement limitée, située à la limite orientale de la Saxe médiévale ; lors de l'acquisition de la dignité électorale par les margraves de Misnie en 1423, ce territoire est considérablement élargi vers le Sud, jusqu'à la région du Vogtland et au massif gréseux de l'Elbe. Après la capitulation de Wittemberg en 1547, les duchés ernestines en Thuringe furent irrémédiablement perdus.
Vers 1550, les États suivants sont frontaliers de l'électorat :
| Anhalt            | Brandebourg        |                            |
| Duchés ernestines | Saxe               | Basse-Lusace, Haute-Lusace |
| Bayreuth, Bamberg | Bohême (Habsbourg) |                            |

Les États voisins changent durant les siècles d'existence de l'électorat ; au sein du territoire saxon, il existait également quelques enclaves. Par le traité de Dresde, en 1635, les électeurs de Saxe ont obtenu la suprématie sur les Lusaces, terres de la couronne de Bohême ; leur emprise s'étendait alors jusqu'aux duchés de Silésie à l'Est.

## Liste des électeurs de Saxe

### Maison d'Ascanie
- 1356-1370 : Rodolphe II, fils de Rodolphe Ier ;
- 1370-1388 : Venceslas, son frère ;
- 1388-1419 : Rodolphe III, son fils ;
- 1419-1422 : Albert III, son frère.

### Maison de Wettin
- 1423-1428 : Frédéric Ier ;
- 1428-1464 : Frédéric II, son fils.

#### Électeurs ernestins
- 1464-1486 : Ernest
- 1486-1525 : Frédéric III, son fils
- 1525-1532 : Jean Ier, son frère
- 1532-1547 : Jean-Frédéric Ier, son fils

#### Électeurs albertins
- 1547-1553 : Maurice
- 1553-1586 : Auguste Ier, son frère
- 1586-1591 : Christian Ier, son fils
- 1591-1611 : Christian II, son fils
- 1611-1656 : Jean-Georges Ier, son frère
- 1656-1680 : Jean-Georges II, son fils
- 1680-1691 : Jean-Georges III, son fils
- 1691-1694 : Jean-Georges IV, son fils
- 1694-1733 : Frédéric-Auguste Ier, son frère, roi de Pologne et grand-duc de Lituanie sous le nom d’Auguste II (1697-1704 et 1709-1733)
- 1733-1763 : Frédéric-Auguste II, son fils, roi de Pologne et grand-duc de Lituanie sous le nom d’Auguste III (1734-1763)
- 1763-1763 : Frédéric IV, son fils
- 1763-1768 : François-Xavier, son frère
- 1768-1806 : Frédéric-Auguste III, son fils, devient roi de Saxe en 1806

## Histoire

### Formation
Après la dissolution du duché de Saxe médiéval, le nom de Saxe fut d'abord appliqué à une petite partie du duché située sur l'Elbe autour de la ville de Wittemberg. Ce territoire fut donné à Bernhard, le second fils d'Albert Ier de Brandebourg qui était le fondateur du margraviat de Brandebourg duquel sera issu le royaume de Prusse. Le fils de Bernhard, Albert Ier de Saxe, ajouta à ce territoire la seigneurie de Lauenbourg et les fils d'Albert Ier de Saxe, Jean Ier de Saxe et Albert II de Saxe, divisèrent ce territoire en duché de Saxe-Wittemberg et en duché de Saxe-Lauenbourg.
En 1356, lorsque l'empereur Charles IV promulgua la Bulle d'or, la loi fondamentale qui établissait les méthodes d'élection de l'empereur, le duché de Saxe-Wittemberg fut désigné comme l'un des sept électorats. Le duc reçut donc le droit, avec six autres électeurs, d'élire le roi de Germanie, futur empereur du Saint-Empire romain germanique. De ce fait, l'électorat de Saxe, bien que de petite taille, avait une position influente. A la dignité électorale était liée l'obligation de la primogéniture, c'est-à-dire le droit du seul fils aîné de succéder au souverain. Cela évitait la division du territoire des électorats entre plusieurs héritiers et prévenait ainsi la désintégration du pays. L'importance de cette disposition est prouvée a contrario par l'histoire de la plupart des principautés allemandes qui n'étaient pas des électorats.

### XVesiècle

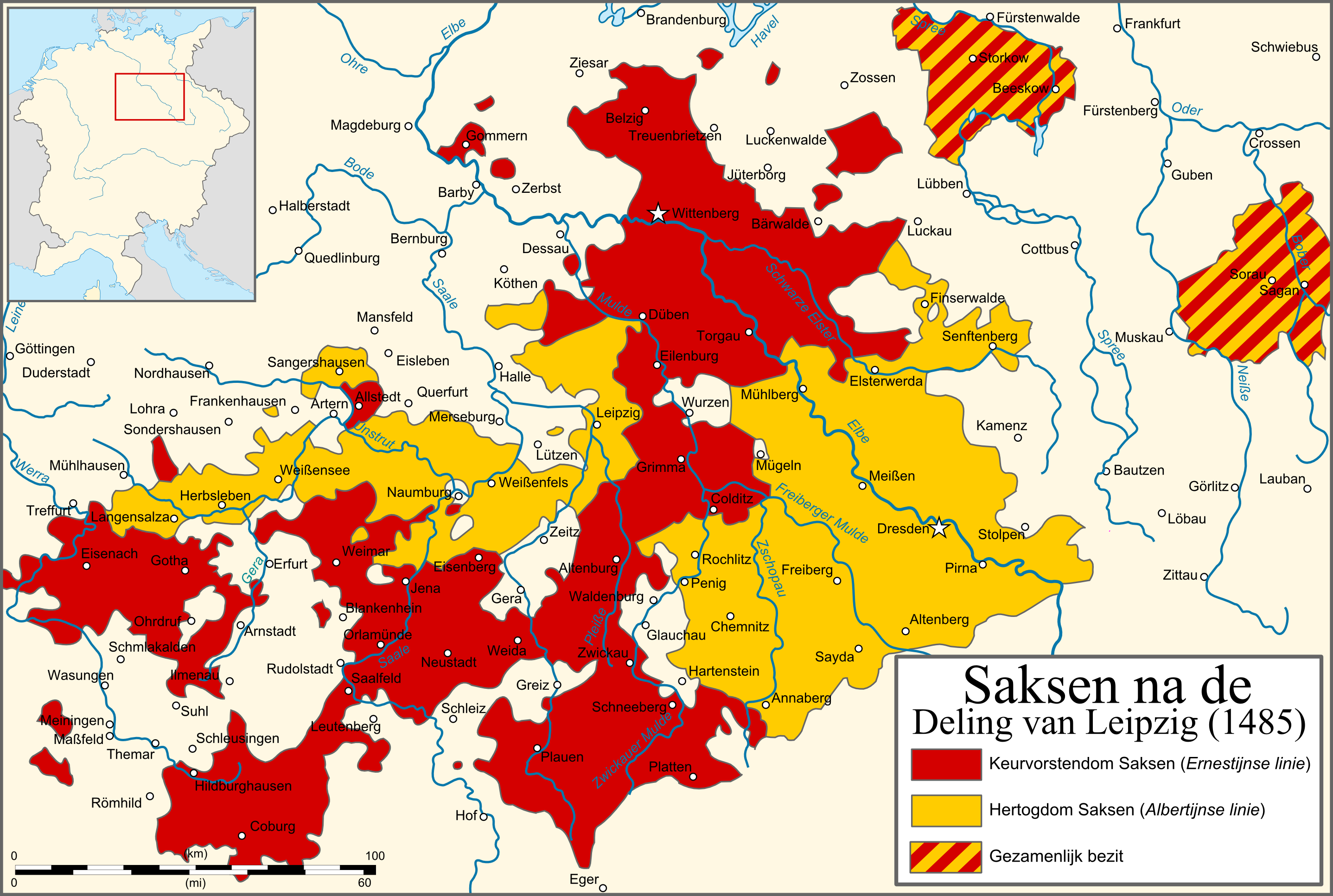
La Saxe après la division de 1485 : l'électorat de la branche ernestine en rouge, les pays de la branche albertine en jaune.

La branche de Saxe-Wittemberg de la maison d'Ascanie s'éteint en 1422, après quoi l'empereur Sigismond donne le pays et la dignité électorale au margrave de Misnie Frédéric II le Bon, un membre de la maison de Wettin. La Marche de Misnie avait été fondée par l'empereur Otton Ier et était devenue propriété de la maison de Wettin en 1089, qui possédait aussi le landgraviat de Thuringe depuis 1247. Ainsi, en 1422, la Saxe-Wittemberg et le Margraviat de Misnie et de Thuringe furent unis sous un même souverain et le territoire unifié reçut progressivement le nom de Saxe. Frédéric mourut en 1464 et ses deux fils divisèrent son territoire à Leipzig le 26 août 1485, provoquant la séparation de la maison de Wettin entre les branches ernestine et albertine. Le duc Ernest, fondateur de la branche ernestine, reçut la Saxe-Wittemberg et la dignité électorale qui lui était attachée ainsi que le landgraviat de Thuringe; le duc Albert III de Saxe, le fondateur de la branche albertine, reçut le margraviat de Meissen.

### La Réforme
La Réforme protestante du XVIe siècle est permise par la protection des prince-électeurs de Saxe. En 1502, Frédéric III établit une université à Wittemberg où Martin Luther est nommé professeur de théologie en 1508. À la même époque, il devint l'un des prédicateurs attachés à l'église du château de Wittemberg. Le 31 octobre 1517, il afficha contre la porte de cette église les 95 thèses contre la vente d'indulgences et contre d'autres pratiques catholiques, marquant ainsi le début de ce qui sera appelé la Réforme. Le prince-électeur ne devint pas immédiatement un adepte de ces thèses, mais donna sa protection à Luther. Le pape Léon X refusa de faire venir Luther à Rome en 1518 et le prince-électeur lui délivra un sauf-conduit pour se rendre à la Diète de Worms en 1521. Lorsque Luther fut mis au ban de l'Empire à l'issue de la Diète de Worms, le prince-électeur le fit amener dans le château de Wartbourg, en Thuringe.
Les idées luthériennes se répandirent d'abord en Saxe. En 1525, à la mort de Frédéric III, son frère Jean, qui était déjà un luthérien zélé, lui succéda. Jean exerça une autorité complète sur l'Église, introduisit la confession luthérienne, ordonna la déposition de tous les prêtres qui avaient gardé la foi catholique et ordonna l'usage d'une nouvelle liturgie conçue par Luther. En 1531, il forma avec d'autres princes protestants la Ligue de Smalkalde pour le maintien de la doctrine protestante et pour une défense commune contre l'empereur Charles Quint, opposant à la Réforme. Le fils de Jean, Jean-Frédéric lui succéda et fut également l'un des leaders de la Ligue. En 1542, Jean-Frédéric s'empara de l'évêché de Naumbourg-Zeitz et pilla les possessions séculaires des diocèses de Meissen et de Hildesheim. La foi catholique fut supprimée par la force et les églises et les monastères furent dévalisés.

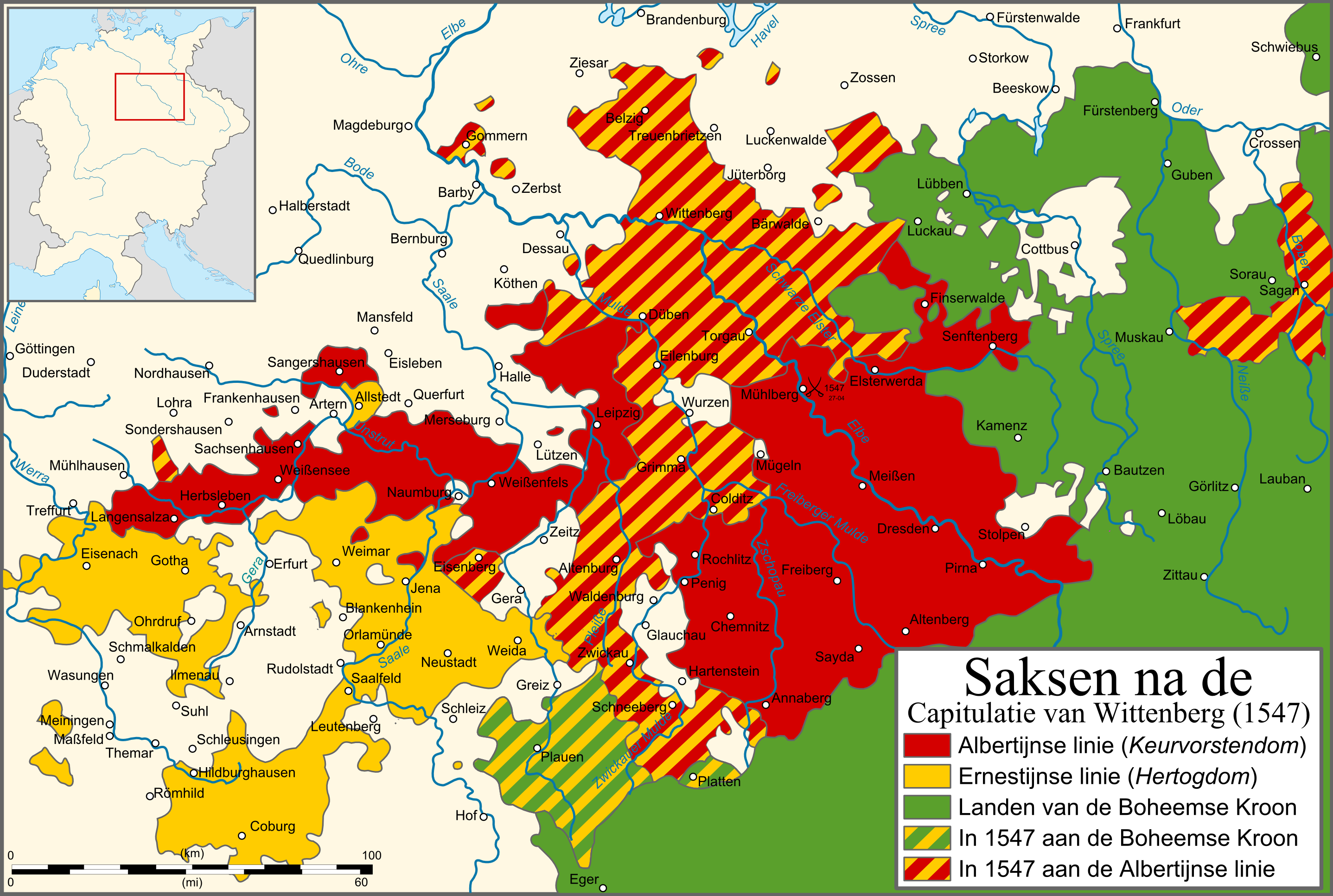
La Saxe lors de la capitulation de Wittemberg ; les acquisitions albertines striées de rouge et jaune.

Jean-Frédéric fut défait et fait prisonnier par Charles Quint lors de la bataille de Muehlberg le 24 avril 1547. Dans la capitulation de Wittemberg, le 19 mai 1547, Jean-Frédéric fut forcé à céder la Saxe-Wittemberg et la dignité électorale au duc Maurice de Saxe de la branche albertine. Après la capitulation, la seule possession restant à la branche ernestine de la maison de Wettin fut la Thuringe qui, après des divisions répétées entre les héritiers, fut bientôt coupée en un grand nombre de petits duchés. Ces derniers étaient toujours en existence lors de la révolution allemande.
À la mort d'Albert III de Saxe en 1500, chef de la branche albertine, son fils Georges lui succéda à la tête du margraviat de Misnie. Georges était un farouche opposant à la doctrine luthérienne et tenta d'influencer ses cousins, les princes-électeurs de Saxe-Wittemberg. Son frère Henri, qui lui succéda en 1539, était, lui, protestant et le margraviat de Misnie devint lui aussi réformé. Le fils et successeur d'Henri, Maurice, bien que protestant zélé, s'allia à l'empereur contre les membres de la Ligue de Smalkalde pour accroître ses possessions territoriales. À la suite de la défaite des protestants et comme mentionné plus haut, la capitulation de Wittemberg lui donna l'électorat de Saxe, réunissant à nouveau la Saxe-Wittemberg et le margraviat de Misnie. Frustré de ne pas avoir reçu l'ensemble des possessions de la branche albertine et souhaitant placer un protestant à la tête de l'Empire, Maurice s'éloigna de l'empereur. Il signa un traité avec la France en 1551 qui lui donnerait les Trois-Évêchés de Metz, Toul et Verdun et participa ainsi à la conspiration des princes contre l'empereur, qui n'échappa que de peu à la capture. La même année, l'empereur fut obligé, par le traité de Passau d'accorder la liberté de religion aux États protestants. Maurice mourut en 1553 à l'âge de 32 ans.
Son frère et successeur, Auguste, s'empara progressivement des diocèses de Mersebourg, Naumbourg et Misnie. Le dernier évêque de Mersebourg, Michael Helding, mourut à Vienne en 1561. L'empereur demanda alors l'élection d'un nouvel évêque, mais Auguste imposa l'élection de son fils Alexandre, alors âgé de huit ans, comme administrateur. Lorsque Alexandre mourut en 1565, Auguste administra le diocèse lui-même. De la même manière, il confisqua le diocèse de Naumbourg en 1564 après la mort du dernier évêque. Les chanoines des cathédrales de ces évêchés, qui étaient encore catholiques, ne purent le rester que pendant dix ans. En 1581, Jean de Haugwitz, le dernier évêque de Misnie, démissionna et se convertit au protestantisme six ans plus tard. Les domaines de l'évêché furent là aussi confisqués par le prince-électeur.
Durant les règnes des princes-électeurs Auguste (mort en 1586) et Christian (mort en 1591), une forme plus libre de protestantisme, appelée cryptocalvinisme, prévalut dans le pays. Pendant le règne de Christian II, le chancelier, Crell, qui avait diffusé cette doctrine, fut destitué et décapité en 1601. Un luthéranisme rigide fut réintroduit et, avec lui, un serment religieux.

### Guerre de Trente Ans
La guerre de Trente Ans (1618-1648) eut lieu pendant le règne du prince-électeur Jean-Georges Ier. Durant ces évènements, le prince-électeur resta d'abord neutre. La position géographique de l'électorat de Saxe la condamnait pourtant à être impliquée dans la guerre. En tant que seigneur de l'État protestant le plus puissant, Jean-Georges était prédestiné à diriger les États protestants.
Jean-Georges Ier et son gouvernement se tinrent toutefois à la traditionnelle politique d'équilibre de la Saxe. Cette politique visait à maintenir le statu quo par rapport à la paix d'Augsbourg de 1555 qui avait établi la règle cujus regio, ejus religio (tel prince, telle religion). La Saxe luthérienne refusa ainsi catégoriquement de nouer des relations plus étroites avec les calvinistes menés par l'électeur palatin Frédéric V et ne souhaita pas soutenir la puissance grandissante de l'électeur de Brandebourg. L'empereur et les Habsbourg approuvaient pleinement la politique de Jean-Georges Ier.
Ne voulant pas s'opposer au Habsbourg Ferdinand II, Jean-Georges Ier refusa en 1619 de se porter candidat à la couronne de Bohême qui lui était proposée par le chef des États protestants de Bohême, Joachim Andreas von Schlick. La même année, il accepta d'élire le même Ferdinand II à la tête du Saint-Empire, contrecarrant les plans des autres électeurs protestants.
Jean-Georges fit alliance avec Ferdinand pour combattre dans les deux Lusace et en Silésie les partisans de l'électeur du Palatinat Frédéric V, nouvellement élu roi de Bohême. La guerre contre les territoires bohémiens voisins fut confiée formellement à Jean-Georges par l'Empereur en échange de la promesse qu'il pourra conserver les biens ecclésiastiques qu'il avait illégalement sécularisé. Il prit ainsi part à l'éviction de Frédéric V de Bohême et à l'éradication du protestantisme dans ce pays.
Bien que jugeant que le début de la Contre-Réforme en Bohême après la bataille de la Montagne Blanche et plus tard en Silésie également, rompait ses engagements vis-à-vis de l'empereur, Jean-Georges Ier ne prit pas position ouvertement contre l'empereur, mais resta neutre pendant les années qui suivirent. Toutefois, l'édit de Restitution promulgué en 1629 accrut ses craintes. Il réunit les princes protestants à Leipzig en février 1631, mais en dépit des appels du prêtre Matthias Hoë von Hoënegg il se contenta de condamner la politique impériale.
Dans le même temps, le roi de Suède Gustave-Adolphe, luthérien, débarqua en Allemagne à la tête de ses troupes et chercha un accord avec Jean-Georges pour pouvoir traverser l'Elbe à Wittemberg. Jean-Georges ne parvint pas à se décider. Craignant un ralliement de la Saxe à la cause protestante, Tilly envahit et ravagea la Saxe avec les troupes de la Ligue catholique. En septembre, Jean-Georges se rallia à Gustave-Adolphe et, peu de temps après, l'armée saxonne nouvellement formée rejoint les troupes suédoises près de Bad Düben. La Saxe fut libérée après la bataille de Breitenfeld. L'armée saxonne elle-même, toutefois, fut mise en déroute par les Impériaux pendant la bataille et Jean-Georges dut prendre la fuite. Néanmoins, les armées saxonnes passèrent à l'offensive, marchèrent sur la Bohême et occupèrent Prague, mais la mort de Gustave Adolphe à la bataille de Lützen en 1632 et la victoire des Impériaux à la bataille de Nördlingen en 1634 intimidèrent Jean-Georges qui se détacha de la cause protestante.
Le prince-électeur commença à négocier et ses troupes offrirent peu de résistance à Wallenstein, condottiere au service de l'Empire, qui les repoussa en Saxe. Il signa la paix de Prague le 30 mai 1635 après de longues négociations à Eilenburg et Pirna et reçut les deux Lusace - d'anciens territoires de la couronne de Bohême - en possessions héréditaires. Par ailleurs, la principauté archiépiscopale de Magdebourg fut attribué à son fils et quelques concessions lui furent octroyées par rapport aux dispositions de l'Édit de restitution. Il s'allia alors avec Ferdinand II pour expulser les Français et les Suédois de l'Empire et déclara la guerre à la Suède.
Cette décision se solda par d'horribles dévastations dans le pays après les combats malheureux de Dömitz le 22 octobre et de Kyritz le 7 décembre et l'invasion du pays par les troupes suédoises du général Johan Banér. Après la victoire sur les Saxons et les Impériaux à Wittstock, le 24 septembre 1636, Banér envahit la Saxe une deuxième fois, puis une troisième fois en février 1639. Il occupa Zwickau après sa victoire à Reichenbach, assiégea en vain Freiberg et battit les Impériaux et les Saxons une nouvelle fois le 4 avril près de Chemnitz.
Jean-Georges reprit certes Zwickau le 7 juin 1642, mais perdit en revanche Leipzig après la victoire de Lennart Torstenson sur les Impériaux le 23 novembre à la bataille de Leipzig. Enfin, Torstensson força Jean-Georges Ier à accepter le cessez-le-feu de Kötzschenbroda le 27 août 1645 après avoir anéanti l'armée saxonne près de Jüterbog et incendié Pegau. La période la plus dévastatrice de la guerre était désormais passée pour la Saxe.
Le Traité de Westphalie de 1648 ôta à la Saxe toute possibilité d'extension de son territoire le long du cours inférieur de l'Elbe et confirma la prépondérance de la Prusse.

### Après la guerre de Trente Ans
Le 27 avril 1694, un prince qui jusque-là n'avait guère fait son apparition prend en charge les affaires de l'État de Saxe sous le nom d'électeur Frédéric-Auguste Ier (r. 1694-1733) — l'on sen souviendra surtout sous le nom d'Auguste II le Fort. Les festivités, la splendeur baroque, l'art et le mécénat, ainsi que la grandeur et l'ostentation somptueuses caractérisèrent à la fois son règne et cette période. La Dresde augustéenne continua à se développer pour devenir la « Florence sur l'Elbe ». Cette période vit la construction du palais Zwinger, du Taschenbergpalais, du Château de Pillnitz, du Château de Moritzburg et du pont Auguste. De nouveaux édifices religieux furent construits, notamment la Frauenkirche protestante de George Bähr et la cathédrale catholique de Dresde de Gaetano Chiaveri.
La cathédrale de Dresde
La vie luxueuse à la cour finit par dépasser les capacités économiques de l'État et finit par être financée au détriment du développement de sa puissance militaire. Les problèmes financiers conduisirent à l'abandon de positions importantes en Allemagne centrale. L'essoufflement de la Saxe électorale favorise par contrecoup l'ascension du Brandebourg-Prusse, qui devient la deuxième puissance protestante de l'Empire.
Auguste II réduit l'influence de la noblesse en centralisant le pouvoir exécutif en 1706. Il introduit également un système comptable transparent pour vérifier les dépenses, ainsi qu'une chambre des comptes qui organisait efficacement le système fiscal. Grâce à cela et à la réduction des dépenses militaires, la dette nationale est limitée et demeure gérable malgré des dépenses toujours élevées. Un véritable absolutisme ne s'est pas développé dans l'électorat ; les contradictions inhérentes entre la prétention de l'électeur au pouvoir absolu, la volonté de la noblesse de s'affirmer et les aspirations des bourgeois s'étant révélées insurmontables.
Le fils d'Auguste, Frédéric-Auguste II (1733-1763), n'ayant aucune ambition politique, il laissa les affaires politiques quotidiennes à son premier ministre Heinrich von Brühl. Sous Brühl, la mauvaise gestion des finances de la Saxe s'accentua et les budgets devinrent désorganisés, ce qui entraîna des défauts de paiement et un risque d'insolvabilité.

### L'union personnelle avec la Pologne et la Guerre de Sept ans

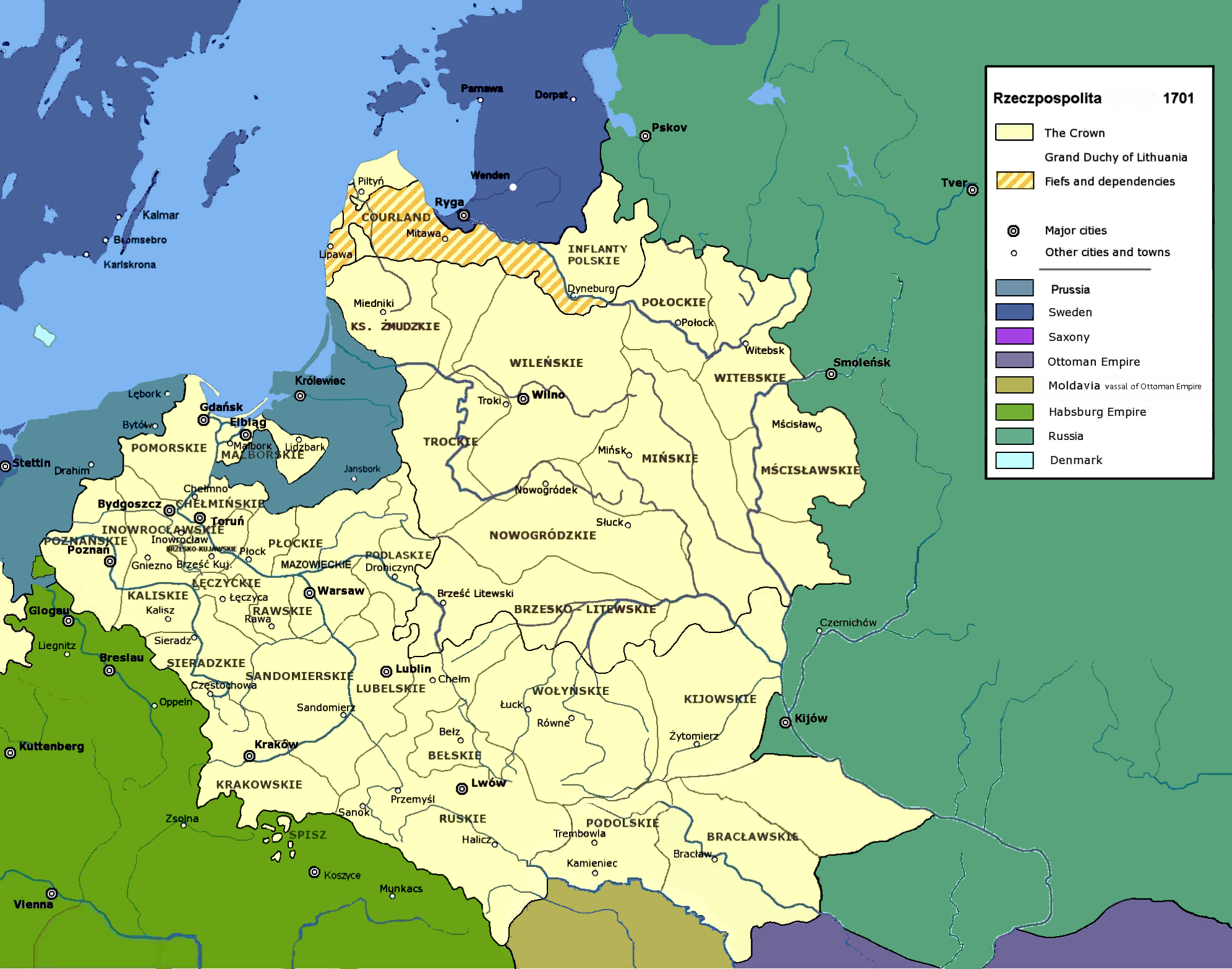
La Pologne-Lituanie au XVIIIe siècle.

Après la mort du roi polonais Jean III Sobieski en 1696, Auguste II le Fort se convertit au catholicisme et, avec le soutien des Habsbourg, une certaine pression militaire et beaucoup de pots-de-vin, remporte l'élection libre de 1697, devenant ainsi roi de Pologne et grand-duc de Lituanie. Le calcul politique derrière cette union personnelle dynastique avec le royaume électif de Pologne-Lituanie reposait sur les aspirations à l'indépendance des princes territoriaux allemands. Les dirigeants de Saxe, comme les autres puissants princes impériaux de l'époque, voulaient échapper à l'emprise centrale de l'empereur du Saint-Empire romain germanique et renforcer leur propre rang dynastique dans le système étatique européen.
L'importance croissante du roi Auguste dans les affaires étrangères a conduit à des négociations secrètes avec le Danemark et la Russie, lesquelles aboutissent finalement abouti au déclenchement de la Grande Guerre du Nord de 1700-1721. La politique de puissance d'Auguste échoue cependant en raison de défaites précoces ; l'invasion saxonne de la Livonie suédoise en 1700 se transformant en un fiasco militaire. Les Suédois occupent la Saxe électorale en 1706-1707 et forcent Auguste à renoncer temporairement à la couronne de Pologne par le traité d'Altranstädt. L'occupation coûta à la Saxe 35 millions de Reichsthaler. Auguste reprend possession de la couronne polonaise après le retrait des Suédois de Pologne en 1709, mais il fut incapable de faire valoir ses droits sur la Livonie suédoise et tomba au rang de partenaire junior de la Russie.
Après la mort d'Auguste en 1733, des conflits concernant son successeur aboutirent à la guerre de succession de Pologne, remportée par la Saxe. Stanisław Leszczyński, légitimement élu, fut contraint de fuir et l'électeur Frédéric-Auguste II fut élu roi de Pologne sous le nom d'Auguste III.
En 1756, au début de la guerre de Sept Ans, la Saxe est envahie par la Prusse et reste occupée jusqu'en 1763. Auguste III est brièvement fait prisonnier avant d'être autorisé à partir pour la Pologne. Il gouvernera exclusivement depuis Varsovie tout au long de la guerre.
C'est avec le Traité de Hubertsbourg de 1763 que prend fin la position de la Saxe en tant que puissance européenne. Auguste III et Heinrich von Brühl meurent tous deux en 1763, et l'alliance dynastique saxonne-polonaise prend fin avec la signature de l'alliance russo-prussienne de 1764. La renonciation officielle de la maison de Wettin à la royauté polonaise suivit en 1765. L'électeur Frédéric-Auguste III (1763-1806) rejeta une nouvelle offre de couronne royale en 1791. La Saxe n'avait plus de rôle à jouer dans le concert des grandes puissances.
L'impact de la guerre de Sept Ans sur la Saxe fut dévastateur. En tant que théâtre central de batailles et de mouvements de troupes, elle subit d'importantes destructions et de nombreuses victimes civiles. On estime que 90 000 Saxons sont morts à la suite des combats. Pour éviter le recrutement forcé, de nombreux Saxons quittèrent le pays. La contrefaçon entraîna des pertes économiques dont souffrirent la foire de Leipzig et le crédit de la Saxe.

### Le «Rétablissement» et la transformation en royaume
Après le traité de Hubertsbourg, l'électorat se trouvait au bord de la faillite. La dette nationale avait atteint 49 millions de thalers, soit environ dix fois les recettes annuelles de l'État. Thomas von Fritsch et la commission de restauration dont il était le président placèrent la réduction systématique de la dette nationale au centre d'un programme de reconstruction saxonne appelé le « Rétablissement ». Grâce à des réformes globales, la Saxe retrouve non seulement un excédent budgétaire en 1774, mais connaît également vingt ans de croissance économique sans précédent. Le Rétablissement alla bien au-delà de la réparation des dommages de guerre et devint l'un des efforts de reconstruction les plus importants et les plus réussis de l'histoire allemande.
Après avoir pris part à la guerre de Succession de Bavière (1778/79), la Saxe cessa de participer aux « marchandages fonciers » (Länderschacher) et mit simplement fin à un conflit permanent sur la région autour de Glauchau, ce qui rapporta au trésor public sept millions de florins ainsi rendus disponibles pour de nouveaux investissements publics. À partir de 1791, l'électeur Frédéric-Auguste III entra dans un jeu d'alliances changeantes qui culmina dans l'élévation de la Saxe au rang de royaume en 1806. En 1805, l'électorat de Saxe couvrait 39 425 kilomètres carrés.
Au début de la guerre de la quatrième coalition contre Napoléon en 1806, l'électorat de Saxe était allié à la Prusse. Les soldats saxons combattirent les armées napoléoniennes lors de la bataille d'Iéna. Après leur défaite, l'électorat fut occupé et 10 000 soldats bavarois et un commandant de ville français s'installèrent à Dresde. Le 11 décembre 1806, la Saxe conclut le traité de Poznań avec la France, qui la plaça sous la dépendance française. L'électorat de Saxe se vit accorder certains territoires prussiens, rejoignit la confédération du Rhin et fut obligé de fournir des contingents de troupes pour l'effort de guerre français. L'électeur Frédéric-Auguste III de Saxe reçut le titre de roi, devenant ainsi le roi Frédéric-Auguste Ier de Saxe jusqu'à sa mort en 1827.